# 소꿉친구는 대통령
소꿉친구는 대통령(幼なじみは大統領, 오사나나-지미 하 다이토료우)은 Alcot의 2009년 작 어덜트 게임이다.

## 줄거리
어느날 갑자기 주인공의 소꼽친구는 일본의 대통령이 된다. 왜냐하면, 외계인이 지구에 착륙하면서 수상관저를 모두 파괴했기 때문이다. 그리고, 그 외계인은 전 지구인을 세뇌한다. 그러나, 주인공만이 세뇌에 걸리지 않았다. 외계인은 이를 유심히 보고는 주인공을 소꼽친구의 보좌관으로 임명하면서 이야기는 시작된다...

## 등장인물
- 푸치나 : 러시아의 대통령 블라디미르 푸틴이 모델. 유도를 매우 좋아한다. 그리하여, 주인공과 시합을 한번 했으나 그가 "가슴" 운운 하는 발언을 하여 상처받게 된다. 그러나 주인공이 이를 사과하여 그녀는 용서를 받고 점점 가까워진다. 이후, 평범한 생활을 원하던 그녀는 메이드 복을 입고 주인공과 데이트를 하게 된다. 한편, 돌아올 시기가 되자 그녀는 울음을 터뜨리며 사실 자신은 개조인간이며 그녀의 메이드인 쿠온이 외계인임을 알게 된다. 그리고, 그녀는 조세프에게 납치당하면서 완벽하게 개조당하고 주인공을 공격한다. 주인공은 이를 키스로 정신차리게 한다. 결국, 그녀는 러시아로 돌아가나 쿠데타가 발발하여 일본에 귀화하게 되는 것으로 끝난다.
- 레미 : 마법소녀. 사실, 그녀는 외계인이였고 마법소녀가 될 수 있었다. 그러나, 이 힘을 계속 쓸수록 몸에 점점 기력이 다 해 간다.
- 유키노 : 주인공의 소꿉친구. 갑작스럽게 일본의 수상 관저가 파괴되면서 대통령이 되었다. 그녀의 루트에서는, 세뇌장치가 빼앗기면서 자신이 사실 일본의 대통령이 아닌 것을 알게 되나 이를 극복한다. 결국, 그녀와 그는 전 지구인이 보는 앞에서 고백을 하게 된다.
- 조세프 : 흑막. 세뇌장치를 뺏어 세계정복을 기도한다. 그러나 주인공의 활약으로 실패하고 만다.
- 린(엘린) : 어린 시절에 주인공을 개조하여, 주인공이 세뇌장치에 걸리지 않게 한다. 그 후, 다시 찾아오고 나서 주인공의 도움으로 고소공포증을 치유하는 등 많은 노력을 한다. 그러나 이를 본 언니가 지구를 침략하자 주인공과 함께 언니를 정신차리게 한다. 결국, 그녀는 마지막까지 기력을 다 하고는 사라지는 줄 알았으나 인간으로 다시 부활한다.

## 팬 디스크
2010년에 팬 디스크가 발매되었다.

## 같이 보기
- 블라디미르 푸틴